# Athanase (préfet du prétoire)
Pour les articles homonymes, voir Athanase.
Athanase (en grec : Ἀθανάσιος) est un fonctionnaire byzantin du VIe siècle. Il sert comme ambassadeur et préfet du prétoire d'Italie et d'Afrique sous l'empereur Justinien.

## Biographie
Rien n'est connu des origines et des premières années de la vie d'Athanase. L'historien Procope de Césarée et le poète Corippe rapportent seulement qu'en 545, il est déjà âgé. Deux membres de sa famille sont connus. Son frère Alexandre, comes et sénateur, conduit des ambassades chez les Sassanides et le Royaume ostrogoth au début des années 530, ainsi que son beau-frère Léontius, envoyé comme ambassadeur auprès des Francs en 551. 

### Ambassadeur puis préfet du prétoire en Italie
Athanase apparaît pour la première fois dans les sources en 536. Il est alors envoyé en Italie avec Pierre le Patrice pour recueillir la reddition des forces ostrogothes, déjà acceptée par Théodat à l'occasion d'une précédente rencontre avec Pierre. Toutefois, le roi ostrogoth apprend entretemps les difficultés byzantines en Dalmatie et la mort du général Mundus lors d'une bataille contre des Ostrogoths. Dès lors, il décide de poursuivre la résistance à l'invasion byzantine. Les deux ambassadeurs byzantins sont arrêtés et la guerre reprend. Athanase et Pierre restent prisonniers à Ravenne durant trois ans, jusqu'à leur libération en juin ou juillet 539 par Vitigès, le successeur de Théodat, dans le cadre d'un échange avec des ambassadeurs goths arrêtés par les Byzantins alors qu'ils avaient été envoyés auprès des Sassanides. À leur retour à Constantinople, l'empereur Justinien les récompense par des postes importants. Pierre devient magister officiorum et Athanase devient préfet du prétoire d'Italie,. Athanase revient donc dans cette région au début du printemps 540 mais rien n'est connu de son action à ce poste, à l'exception du fait qu'il se rend auprès des différents généraux envoyés par Bélisaire dans l'ensemble de la péninsule, peut-être pour organiser leur approvisionnement. Il reste probablement à ce poste jusqu'au printemps ou l'automne 542, quand il est remplacé par Maximinus. Cependant, il semble être resté en Italie jusqu'en 544.

### Préfet du prétoire en Afrique
Au début de l'année 545, Athanase vient de rentrer d'Italie et Justinien décide de l'envoyer dans l'Afrique nouvellement reconquise comme préfet du prétoire, aux côtés d'Aréobindus, un sénateur âgé qui devient magister militum de la province. Celui-ci fait rapidement face à une révolte conduite par Gontharis, le dux de Numidie. En mars 546, il s'empare de Carthage et emprisonne Athanase et Aréobindus. Quand il est convoqué devant Gontharis, Athanase se présente comme un de ses partisans et prend soin de le flatter. Cela pourrait l'avoir sauvé car de son côté, Aréobindus est tué au cours d'un dîner au sein du palais,. Selon Corippe, Athanase planifie une révolte palatiale qui aboutit au meurtre de Gontharis par Artabanès et au retour de l'autorité byzantine sur l'Afrique. Si Procope ne mentionne pas le rôle d'Athanase dans cet événement, Martindale, Jones et Morris expliquent cela par le fait que la source de Procope est probablement soit Artabanès, soit l'un de ses proches. Quoi qu'il en soit, Athanase reste en poste et participe à la réorganisation des forces byzantines dans la région avec Jean Troglita au cours de l'hiver 547-548 qui suit la lourde défaite à la bataille de Marta. Il reste en Afrique jusqu'aux environs de l'année 550, au plus tard en septembre 552.
Rien n'est connu de sa vie ultérieure. Toutefois, il est possible qu'il s'agisse du personnage du nom d'Athanase, envoyé en Lazique en 556 pour enquêter sur la responsabilité des généraux byzantins dans la région à propos de la mort de Gubazès II, ainsi que sur les accusations de trahison lancées par ces mêmes généraux contre Gubazès.